# 德米特里·米哈伊洛维奇·波扎尔斯基
德米特里·米哈伊洛维奇·波扎尔斯基（俄语：Дмитрий Михайлович Пожарский；1578年4月20日—1642年），俄罗斯17世纪初俄羅斯混乱时期领导民众反对波兰和瑞典干涉的领袖之一，在1605-1618俄波戰爭中，俄軍全線潰敗時，僅領導自己幾千親兵與十幾萬波軍周旋，壓制了波軍往喀山和梁贊的進攻，保留了俄羅斯的獨立政權。1610-1613年為全俄軍事總指揮，指揮了對波蘭的反攻。
波扎尔斯基出身贵族之家，在苏兹达尔地区有世袭领地，拥有公爵头衔。沙皇鲍里斯·戈东诺夫统治时期，他在政府里担任公职。在波兰人扶植假沙皇伪德米特里二世侵入俄罗斯之后，波扎尔斯基忠于沙皇瓦西里·伊万诺维奇·叔伊斯基，并领导军队反击入侵。但叔伊斯基在1610年6月24日的一次战役中遭到惨败，继而被叛变的贵族集团推翻；伪德米特里二世不久也被杀，于是俄罗斯实际处于波兰军事占领之下。不久瑞典国王卡尔九世也以援助俄国为借口公开介入，并占领了诺夫哥罗德。部分俄国大贵族企图妥协，并拥立波兰国王齐格蒙特三世之子瓦迪斯瓦夫为沙皇；此举遭到俄罗斯人民的一致反对。1611年，波扎尔斯基在莫斯科参加了该城市民反对干涉者的武装起义，在这场战斗中负伤。1611年末他与另一位主要军事领袖库兹马·米宁会合，共同领导民军，在1612年10月26日解放了莫斯科。
在罗曼诺夫家族的米哈伊尔·费奥多罗维奇被全俄缙绅会议选为沙皇之后，波扎尔斯基在政府中担任过一系列重要职务。他以督军身份参加了1632年至1634年的俄波战争。
波扎尔斯基去世后，遗体安葬于苏兹达尔。在莫斯科华西里·柏拉仁诺教堂前竖立着他和米宁的纪念雕像（1818年完成）。